# William Michael Crose
William Michael Crose, ameriški pomorski častnik, * 8. februar 1867, † 4. april 1929.
Crose je bil kapitan korvete Vojne mornarice ZDA in guverner Ameriške Samoe med 10. novembrom 1910 in 14. marcem 1913.